# 厄里毛焦罗什德
厄里毛焦罗什德，是匈牙利沃什州所辖的一个村，总面积12.29平方公里，总人口231，人口密度18.8人/平方公里（2010年1月1日）。